# Tadeusz Dobiecki
Tadeusz Dobiecki (ur. 1947) – polski prawnik i urzędnik państwowy, w latach 1990–1992 wicewojewoda zielonogórski.

## Życiorys
Pochodzi z Gubina, gdzie ukończył  Liceum Ogólnokształcące im. Bolesława Chrobrego. W 1969 ukończył studia prawnicze na Uniwersytecie Wrocławskim. W latach 1969–1974 wykonywał zawód prokuratora, następnie w latach 1975–1980 radcy prawnego. W 1980 został wpisany na listę adwokatów Izby Adwokackiej w Zielonej Górze. Pełnił różne funkcje w ramach zielonogórskiej palestry, przez wiele kadencji będąc członkiem jej władz. Zajmował stanowisko prezesa sądu dyscyplinarnego, skarbnika, sekretarza oraz od 2013 do 2016 wicedziekana. Był także delegatem na Krajowy Zjazd Adwokatury. Od października 1990 do 1992 pełnił funkcję wicewojewody zielonogórskiego.
W 2013 wyróżniony odznaką „Adwokatura Zasłużonym”.